# Kerrang! Awards 2015
Die Kerrang! Awards 2015 fanden am 11. Juni 2015 im Troxy in London statt. Es war die 23. Preisverleihung seit der Einführung des Musikpreises im Jahr 1993.

## Hintergrund
Moderiert wurde die Veranstaltung von den Musikern Andrew W.K. und Benji Webbe (Skindred). Die Nominiertenliste wurde am 5. Mai 2015 offiziell bekanntgegeben. Am selben Tag startete der Ticketvorverkauf für die Veranstaltung. Die Awards wurden in 20 Kategorien vergeben, wovon 18 durch ein Leservoting entschieden wurden. Zwei Tage später startete das Online-Voting, welches am 4. Juni 2015 endet.

## Nominierungen

### Kerrang! Inspiration Award
- Judas Priest[3]

### Kerrang! Legend
- Alice Cooper[3]

### Bester britischer Newcomer
- Royal Blood[3]
- Moose Blood
- As It Is
- Fort Hope
- Ashestoangels

### Bester internationaler Newcomer
- Pvris[3]
- Beartooth
- Hellions
- Nothing More
- Against the Current

### Beste Liveband
- Black Veil Brides[3]
- A Day to Remember
- Architects
- Slipknot
- In This Moment

### Beste internationale Band
- All Time Low[3]
- Slipknot
- Sleeping with Sirens
- Fall Out Boy
- AC/DC

### Beste britische Band
- Bring Me the Horizon[3]
- Muse
- Enter Shikari
- You Me at Six
- Architects

### Beste Fanbase
- Pierce the Veil[3]
- Black Veil Brides
- Asking Alexandria
- All Time Low
- My Chemical Romance

### Beste Single
- Enter Shikari – Anaesthetist[3]
- Bring Me the Horizon – Drown
- All Time Low – Kids in the Dark
- Fall Out Boy – Centuries
- Young Guns – Speaking in Tongues

### Bestes Album
- Marmozets – The Weird and Wonderful Marmozets[3]
- Mallory Knox – Asymmetry
- We Are Harlot – We Are Harlot
- Gerard Way – Hesitant Alien
- Black Veil Brides – Black Veil Brides

### Bestes Video
- New Years Day – Angel Eyes (feat. Chris Motionless)[3]
- Lonely the Brave – The Blue, the Green
- Body Count – Institutionalized 2014
- Frnkiero & the Cellabration – She’s The Prettiest Girl at the Party, and She Can Prove It with a Solid Right Hook
- Gerard Way – No Shows

### Bestes Event
- You Me at Six/All Time Low-Co-Headliner-Tour[3]
- Prepare for Hell Tour (Slipknot, Korn, King 810)
- The Holy Shits´ shows (Foo Fighters)
- Intimate London Club shows (Black Veil Brides)
- Pop Punk´s Not Dead Tour

### Bestes Musikfestival
- Slam Dunk Festival[3]
- Download-Festival
- Bloodstock
- Sonisphere Festival
- Reading and Leeds Festivals

### Tweeter des Jahres
- Hayley Williams (Paramore)[3]
- Mark Hoppus (blink-182)
- Andy Biersack (Black Veil Brides)
- Gerard Way
- Jono Yates (Blitz Kids)

### Bester Comedian
- Russell Howard[3]
- Greg Davies
- Frankie Boyle
- Jack Whitehall
- Noel Fielding

### Bester Kinofilm
- Guardians of the Galaxy[3]
- Kurt Cobain: Montage of Heck
- The Inbetweeners 2
- Avengers: Age of Ultron
- Sharknado 2

### Beste Fernsehserie
- Adventure Time[3]
- Game of Thrones
- American Horror Story
- Gotham
- The Walking Dead

### Bestes Videospiel
- The Walking Dead[3]
- Grand Theft Auto V
- Minecraft
- Alien: Isolation
- Call of Duty: Advanced Warfare

### Bester Comic
- Robert Kirkman, Tony Moore und Charlie Adlard – The Walking Dead[3]
- Jeff Lemire und Dustin Nguyen – Descender
- Gerard Way, Shaun Simon und Becky Cloonan – The True Lives of the Fabulous Killjoys
- 2000 AD
- Kieron Gillen und Jamie McKelvie – The Wicked and the Divine

### Beste Radiosendung
- Nights with Alice Cooper (Planet Rock)[3]
- The Alex Baker Show (Kerrang! Radio)
- BBC Radio 1 Rock Show with Daniel P Carter
- BBC Radio 1 – Dan and Phil
- Full Frontal with Alex Gaskarth and Jack Barakat (All Time Low)